# Milcso Goranov
Milcso Gornanov, bolgárul: Милчо Горанов (Lom, 1928. november 6. – Szófia, 2008. július 28.) olimpiai bronzérmes bolgár labdarúgó, hátvéd.

## Pályafutása

### Klubcsapatban
1949–1962 között a Szlavija Szofija labdarúgója volt, ahol egy bolgárkupa-győzelmet ért el.

### A válogatottban
1950 és 1967 között 21 alkalommal szerepelt a bolgár válogatottban. Az 1956-os melbourne-i olimpián bronzérmes lett a csapattal.

## Sikerei, díjai
Bulgária
- Olimpiai játékok
  - bronzérmes: 1956, Melbourne

 Szlavija Szofija
- Bolgár bajnokság
  - 2. (2): 1954, 1955
- Bolgár kupa
  - győztes: 1952
  - döntős: 1954

## Statisztika

### Mérkőzései a bolgár válogatottban
| Bulgária | Bulgária             | Bulgária                               | Bulgária       | Bulgária | Bulgária       | Bulgária             | Bulgária | Bulgária |
| #        | Dátum                | Helyszín                               | Hazai          | Eredmény | Vendég         | Kiírás               | Gólok    | Esemény  |
| -------- | -------------------- | -------------------------------------- | -------------- | -------- | -------------- | -------------------- | -------- | -------- |
| 1.       | 1950. november 12.   | Szófia, Narodna Armija-stadion         | Bulgária       | 1 – 1    | Magyarország   | barátságos           | -        |          |
| 2.       | 1953. szeptember 13. | Szófia, Levszki-stadion                | Bulgária       | 2 – 2    | Lengyelország  | barátságos           | -        |          |
| 3.       | 1953. október 4.     | Szófia, Levszki-stadion                | Bulgária       | 1 – 1    | Magyarország   | barátságos           | -        | 75'      |
| 4.       | 1953. november 8.    | Pozsony, Tehelné pole                  | Csehszlovákia  | 0 – 0    | Bulgária       | vb-selejtező         | -        |          |
| 5.       | 1954. október 24.    | Szófia, Levszki stadion                | Bulgária       | 3 – 1    | NDK            | barátságos           | -        |          |
| 6.       | 1955. január 7.      | Kairó, Zamalek Stadion                 | Egyiptom       | 1 – 0    | Bulgária       | barátságos           | -        |          |
| 7.       | 1955. január 23.     | Bejrút, Városi Stadion                 | Libanon        | 2 – 3    | Bulgária       | barátságos           | -        |          |
| 8.       | 1955. május 22.      | Szófia, Levszki stadion                | Bulgária       | 2 – 1    | Egyiptom       | barátságos           | -        |          |
| 9.       | 1955. június 26.     | Szófia, Levszki Stadion                | Bulgária       | 1 – 1    | Lengyelország  | barátságos           | -        |          |
| 10.      | 1955. október 9.     | Bukarest, Augusztus 23. Stadion        | Románia        | 1 – 1    | Bulgária       | barátságos           | -        |          |
| 11.      | 1955. október 23.    | Szófia, Levszki stadion                | Bulgária       | 2 – 0    | Nagy-Britannia | olimpiai selejtező   | -        |          |
| 12.      | 1955. november 21.   | Szófia, Levszki stadion                | Bulgária       | 3 – 0    | Csehszlovákia  | barátságos           | -        |          |
| 13.      | 1955. november 20.   | Berlin, Walter Ulbricht Stadion        | NDK            | 1 – 0    | Bulgária       | barátságos           | -        |          |
| 14.      | 1956. október 14.    | Szófia, Levszki stadion                | Bulgária       | 3 – 1    | NDK            | barátságos           | -        | 52'      |
| 15.      | 1956. november 30.   | Melbourne, Olimpiai Park Stadion (AUS) | Nagy-Britannia | 1 – 6    | Bulgária       | olimpiai negyeddöntő | -        |          |
| 16.      | 1956. december 5.    | Melbourne, Melbourne CG (AUS)          | Bulgária       | 1 – 2    | Szovjetunió    | olimpiai elődöntő    | -        |          |
| 17.      | 1957. május 22.      | Oslo, Ullevaal Stadion                 | Norvégia       | 1 – 2    | Bulgária       | vb-selejtező         | -        |          |
| 18.      | 1957. május 26.      | Koppenhága, Idrætsparken Stadion       | Dánia          | 1 – 1    | Bulgária       | barátságos           | -        |          |
| 19.      | 1957. június 23.     | Budapest, Népstadion                   | Magyarország   | 4 – 1    | Bulgária       | vb-selejtező         | -        |          |
| 20.      | 1957. július 21.     | Szófia, Levszki stadion                | Bulgária       | 0 – 4    | Szovjetunió    | barátságos           | -        |          |
| 21.      | 1957. szeptember 15. | Szófia, Levszki-stadion                | Bulgária       | 1 – 2    | Magyarország   | vb-selejtező         | -        |          |
|          | Összesen             |                                        |                | 21       | mérkőzés       |                      | 0        | gól      |